# یوکو تاناکا
یوکو تاناکا (به ژاپنی: 田中 裕子) (زاده ۲۹ آوریل ۱۹۵۵) بازیگر اهل ژاپن است.
او توانست با ایفای نقش در فیلم ا جا نای کا در سال ۱۹۸۱، جوایز بسیاری را از آن خود کند؛ از جمله جایزهٔ بهترین بازیگر زن نقش مکمل در جشنواره فیلم یوکوهاما در سال ۱۹۸۳. تاناکا با بازی در سریال اوشین (۸۴–۱۹۸۳) شهرت جهانی یافت. او همچنین صداپیشگی شخصیت بانو ابوشی (Eboshi) را در انیمیشن شاهزاده مونونوکه (۱۹۹۷) بر عهده گرفت.
وی در فستیوال فیلم یوکوهاما (۲۰۰۶) موفق به دریافت جایزهٔ بهترین بازیگر زن شد و نیز به عنوان برترین بازیگر زن، سی‌اُمین جایزه فیلم هوچی را دریافت‌ نمود.
تاناکا با کنجی ساوادا، خوانندهٔ ژاپنی که آهنگ «ببرها» را اجرا کرده‌، ازدواج نموده‌است.

## فیلم‌شناسی

### سینمایی
- ا جا نای کا (۱۹۸۱)
- ادو پورن (۱۹۸۱)
- تجاوز جنسی (۱۹۸۲)
- شاهزاده مونونوکه (۱۹۹۷)
- هیبی (۲۰۰۵)
- زن شیرفروش (۲۰۰۵)
- حکایت دریای زمین (۲۰۰۶) (صداپیشه)
- هیولا (۲۰۲۳)

### سریال
- اوشین (۸۴–۱۹۸۳)
- بووشی (۲۰۰۸)
- مادر (۲۰۱۰)
- زن (۲۰۱۳)